# Sthefany Brito
Sthefany Fernandes de Brito (São Paulo, 19 de junho de 1987) é uma atriz e apresentadora brasileira.

## Carreira
Em 1995, passou a estudar teatro. Fez vários comerciais de brinquedos e produtos infantis, sendo que com o É o Tchan lançou o brinquedo Galinha do É O Tchan da Estrela até que, em 1999, passou a integrar o elenco da telenovela Chiquititas,  telenovela do SBT, como Hannelore, indo morar na Argentina nesse período. Em 2001 foi contratada pela Rede Globo, e interpretou a Dorinha na telenovela Um Anjo Caiu do Céu. Ainda em 2001 atuou em O Clone, no papel de Samira, uma menina muçulmana que queria ser como suas amigas ocidentais. Em 2003, apresentou o programa TV Globinho. A seguir, Sthefany interpretou Elis, em Agora É que São Elas, de Ricardo Linhares. Em 2004, viveu Dandara em Começar de Novo. Já em 2006, interpretou a personagem Kelly na telenovela Páginas da Vida. Em 2017, interpretou a antagonista Nitócris em O Rico e Lázaro, na RecordTV. No teatro, foi protagonista da peça A noviça rebelde, no Rio de Janeiro, em 2002. No ano seguinte voltou ao teatro junto com seu irmão Kayky Brito, na peça É o bicho - A ordem natural das coisas. Em 2005, atuou no musical Léo & Bia, de Oswaldo Montenegro.

## Vida pessoal

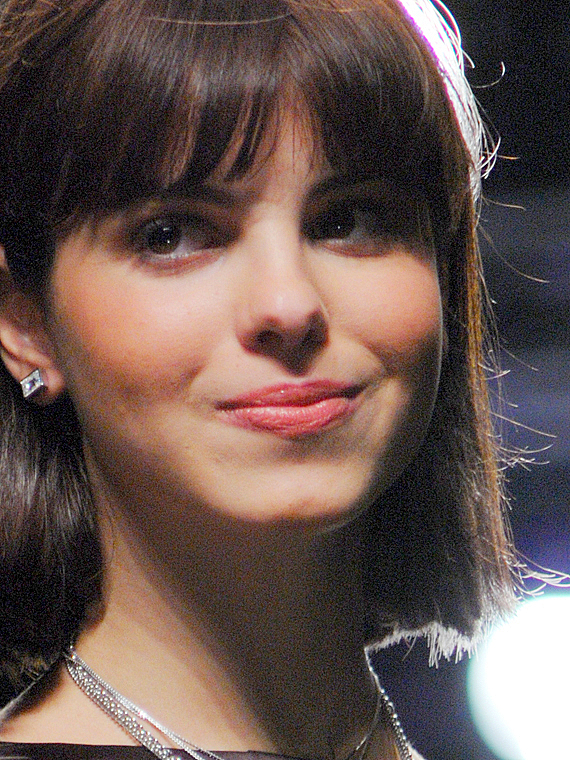
Brito em 2008

É irmã do ator Kayky Brito. Em 2007 começou a namorar o jogador de futebol Alexandre Pato, com quem se casou em 7 de julho de 2009 e se separou em abril de 2010 motivo as crises de ciúmes dele, que chegou a proibir a atriz de ter contato com a família. Em 2011 começou a namorar o empresário Igor Raschkovscky, casando-se com ele em 4 de agosto de 2018 em Montalcino, na Itália. Em 10 de maio de 2020 anunciou estar grávida de seu primeiro filho.

## Filmografia

### Televisão
| Ano     | Título               | Personagem / Cargo                       | Notas                        |
| ------- | -------------------- | ---------------------------------------- | ---------------------------- |
| 1999–01 | Chiquititas          | Hannelore (Hanne)                        | Temporadas 4–5               |
| 2001    | Um Anjo Caiu do Céu  | Isadora dos Anjos (Dorinha)              |                              |
| 2001    | O Clone              | Samira Rachid                            |                              |
| 2002–04 | TV Globinho          | Apresentadora                            |                              |
| 2003    | Agora É que São Elas | Elis Pacheco                             |                              |
| 2004    | Começar de Novo      | Dandara Viegas Teles Oliveira            |                              |
| 2006    | Páginas da Vida      | Kelly Toledo Mattos                      |                              |
| 2007    | Carga Pesada         | Elisa                                    | Episódio: "Marcas Profundas" |
| 2007    | Desejo Proibido      | Dulcina Boticário                        |                              |
| 2011    | Macho Man            | Patricinha                               | Episódio: "29 de abril"      |
| 2011    | A Vida da Gente      | Alice Ybarra Morais                      |                              |
| 2012    | Dança dos Famosos    | Participante                             | Temporada 9                  |
| 2013    | Flor do Caribe       | Amaralina de Charlain / Edwiges Cristina |                              |
| 2016    | Fazendo a Festa      | Apresentadora                            |                              |
| 2017    | O Rico e Lázaro      | Nitócris da Babilônia                    |                              |
| 2019    | Jezabel              | Raquel Palhoça                           |                              |
| 2019-21 | Amor sem Igual       | Donatella Ribeiro                        |                              |
| 2022    | Reis                 | Laísa                                    | Fase:A Ingratidão            |

### Cinema
| Ano  | Título               | Personagem          | Notas    |
| ---- | -------------------- | ------------------- | -------- |
| 2005 | As Vidas de Maria    | Maria (adolescente) |          |
| 2006 | O Senhor dos Ladrões | Vespa               | Dublagem |
| 2007 | Mistéryos            | Jucélia Ramos       |          |
| 2007 | Remissão             | Camila Santana      |          |

## Teatro
| Ano  | Título                                | Personagem         |
| ---- | ------------------------------------- | ------------------ |
| 2002 | A Noviça Rebelde                      | Brigitta von Trapp |
| 2002 | É o Bicho: A Ordem Natural das Coisas | Rita               |
| 2005 | Léo e Bia                             | Encrenca           |
| 2016 | O Grande Amor da Minha Vida           | Maria Helena       |

## Prêmios e indicações
| Ano  | Associações                  | Categoria                         | Nomeações           | Resultado |
| ---- | ---------------------------- | --------------------------------- | ------------------- | --------- |
| 2001 | Prêmio Qualidade Brasil - RJ | Televisão: Melhor Atriz Revelação | Um Anjo Caiu do Céu | Indicado  |
| 2002 | Prêmio APCA de Televisão     | Melhor Atriz Revelação            | O Clone             | Venceu    |